# 大木芙沙子
大木 芙沙子（おおき ふさこ、1988年 -）は、日本の小説家。東京都出身。日本SF作家クラブ会員。

## 経歴・人物
2015年、法政大学大学院人文科学研究科日本文学専攻文芸創作研究プログラム修士課程修了。2019年よりオンライン文芸誌「破滅派」にて活動。2021年に掌編「馬娘婚姻譚」の英訳（Toshiya Kamei訳）がNew World Writingに掲載。国内ではKaguya PlanetにてSF小説を発表。西崎憲プロデュースのアンソロジー『kaze no tanbun 夕暮れの草の冠』に寄稿。2022年、同人誌『閑窓 vol.5』（閑窓社、2022年5月）掲載の「ふくらはぎ」が2022年下半期同人雑誌優秀作に選出、『文學界』2022年12月号に転載される。

## 作品リスト

### 電子書籍
- 『花を刺す』（惑星と口笛ブックス、2021年10月）

### アンソロジー収録作品
- 「親を掘る」（『kaze no tanbun 夕暮れの草の冠』柏書房、2021年7月）収録
- 「うなぎ」（『水都眩光 幻想短篇アンソロジー』文藝春秋、2023年9月）収録
  - 初出:『文學界』2023年5月号
- 「朝顔にとまる鷹」（『トウキョウ下町SFアンソロジー この中に僕たちは生きている』Kaguya Books、2024年9月）収録

### 雑誌掲載作品
小説
- 「ふくらはぎ」 - 『文學界』2022年12月号
- 「うなぎ」 - 『文學界』2023年5月号
- 「トイレットペッパー」 - 『小説すばる』2023年5月号
- 「やけにポストの多い町」 - 『S-Fマガジン』2025年2月号
- 「篝火」 - 『文學界』2025年8月号

エッセイ等
- 「魔女の踊り場」 - 『小説新潮』2025年7月号